# Estadio de Hockey de Oi
El Estadio de Hockey de Oi (en japonés: 大井ホッケー競技場 - Ōi hokkē kyōgijō) es un estadio multipropósito ubicado en Tokio. Fue construido para los Juegos Olímpicos de Tokio 2020. Está ubicado en la zona costera de la capital japonesa, en el Parque Costero de Oi Central y tiene capacidad para 15 000 espectadores en dos campos. En él se disputaron las competiciones de hockey sobre césped en los juegos olímpicos y las de fútbol en los Paralímpicos.
Su construcción comenzó en enero de 2019 y fue concluida en junio de ese año. La superficie del estadio es de césped artificial.
Pasados los juegos se tiene previsto que la instalación sea usada para diferentes deportes y en programas de entrenamiento deportivo.

## Ubicación
El Estadio de Hockey de Oi se ubica en la zona del Parque Costero de Oi Central. Se puede llegar mediante la estación Ōi Keibajō Mae del monorriel de Tokio o de la estación Tachiaigawa de la línea principal del tren Keikyu.